# Église Saint-Martin de Frettemolle
L'église Saint-Martin de Frettemolle est située dans la commune associée de Frettemolle, sur le territoire de la commune d'Hescamps, dans le sud-ouest du département de la Somme.

## Historique
L'église Saint-Martin de Frettemolle a été construite au XVIe siècle. Sa nef fut reconstruite au XVIIe. Son portail est protégé au titre des monuments historiques selon son inscription par arrêté du 19 février 1926

## Caractéristiques
L'église Saint-Martin de Frettemolle possède un chœur du XVIe siècle à chevet plat, nef à collatéraux rajoutés. Les deux côtés de la nef ont été reconstruits en brique dans la seconde moitié du XIXe siècle, ainsi que le côté nord du chœur. Le chevet et le côté sud du chœur sont construits en pierre avec des reprises en brique. Le chevet comporte une baie en tiers point murée et encadrée par deux contreforts, le côté Sud du chœur a deux baies en tiers point.
Le portail est la partie la plus remarquable de l'édifice. Il possède une baie voûtée en anse de panier, surmontée d'un tympan et d'un larmier orné de cinq anges sculptés. Au dessus de la baie voûtée, sur une console, se trouve une statue représentant saint Martin sur son cheval, partageant son manteau. Il manque malheureusement à cette statue la tête de Saint Martin.

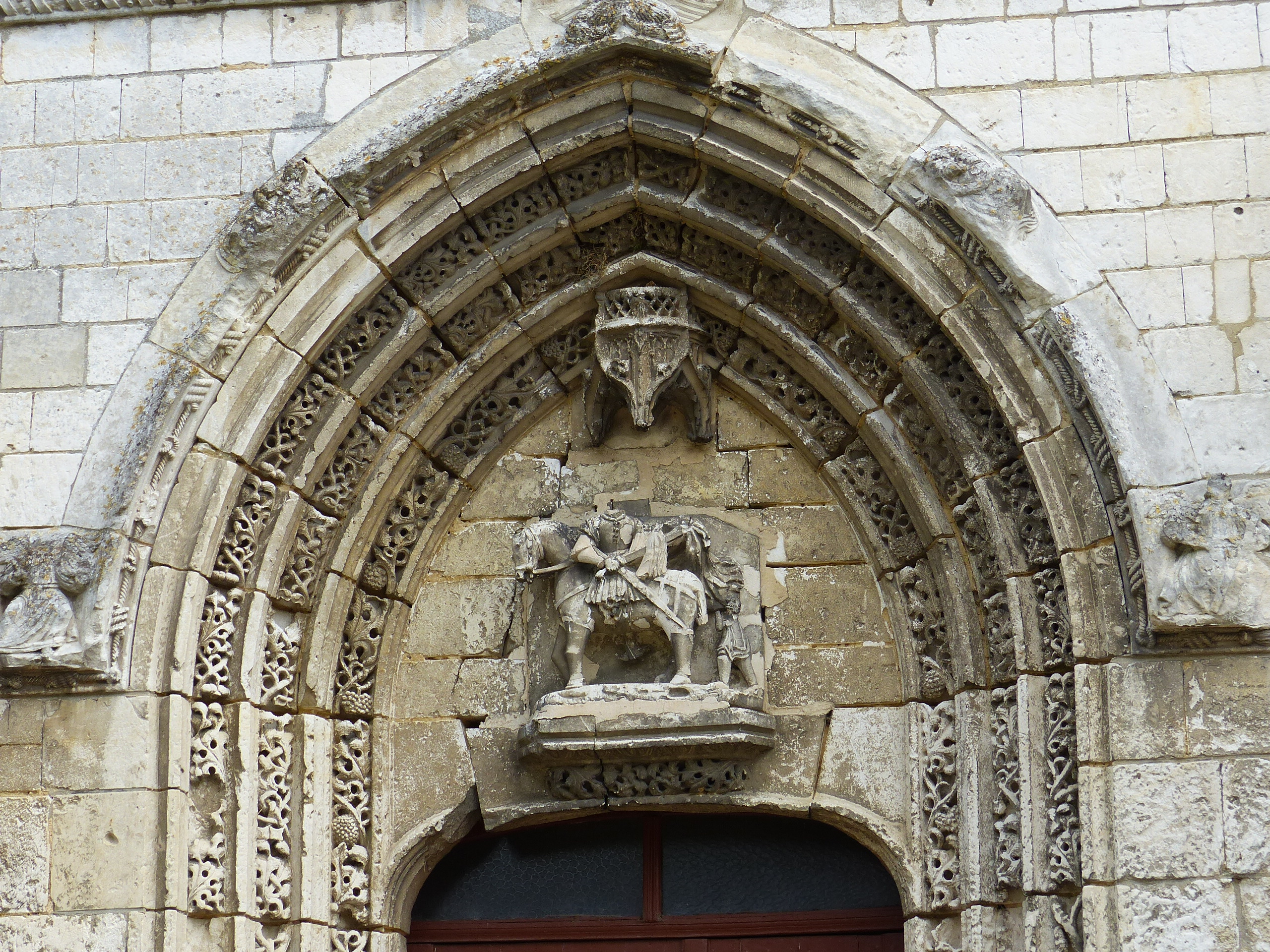
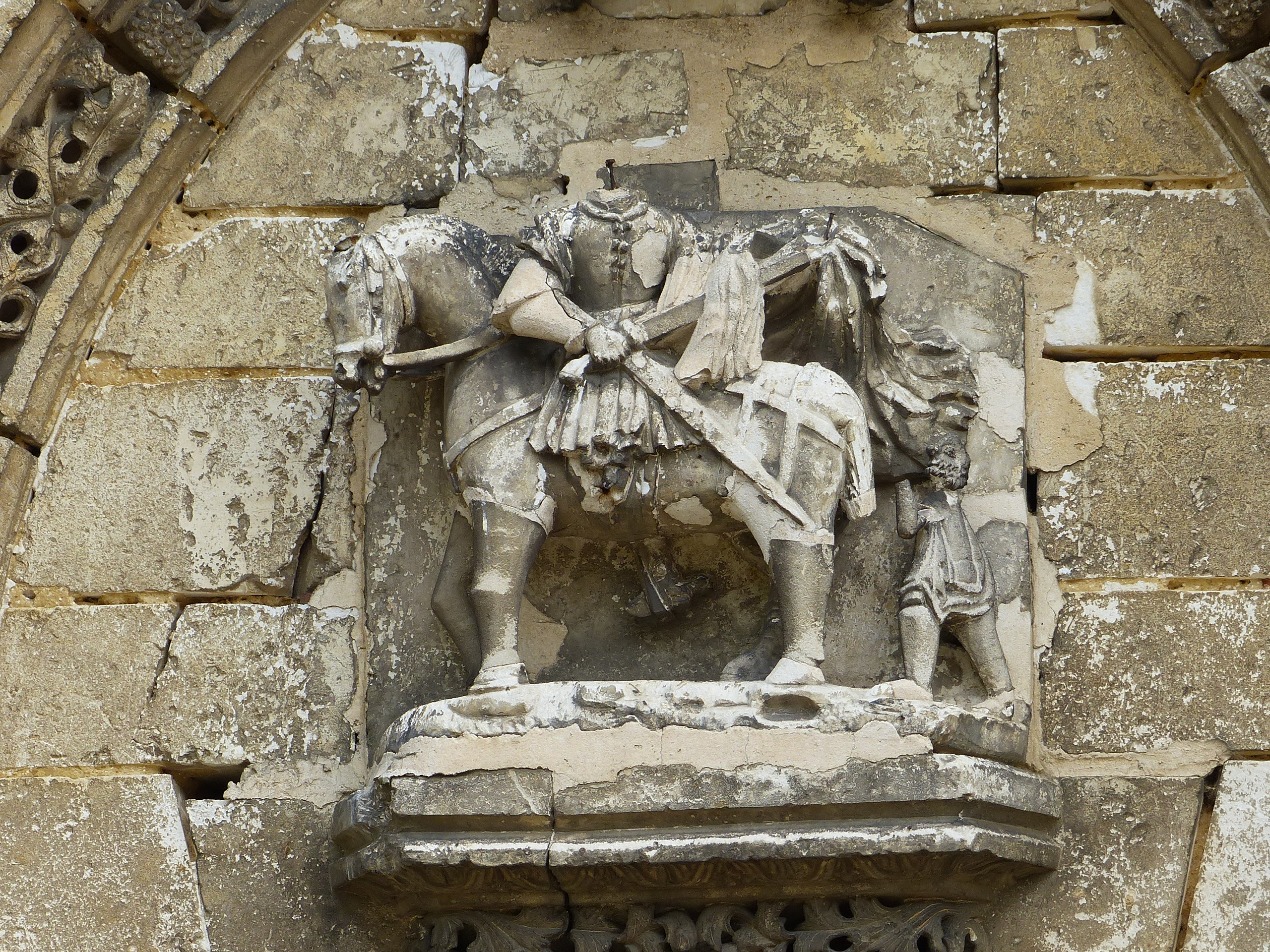

## Pour approfondir